# 韦尔南库尔
韦尔南库尔（法語：Vernancourt，法語發音：[vɛʁnɑ̃kuʁ]）是法国马恩省的一个市镇，属于维特里勒弗朗索瓦区。

## 地理
韦尔南库尔（48°51'28"N, 4°49'21"E）面积8.98 平方千米，位于法国大東部大區马恩省，该省份为法国东北部内陆省份，北起阿登省，西北接埃纳省，西南接塞纳-马恩省，南至奥布省，东南接上马恩省，东临默兹省。
与韦尔南库尔接壤的市镇（或旧市镇、城区）包括：贝唐库尔拉隆格、沙尔蒙、埃尔斯勒莫吕、波塞斯、圣让德旺波塞斯、瓦诺莱达姆、维莱勒塞克。

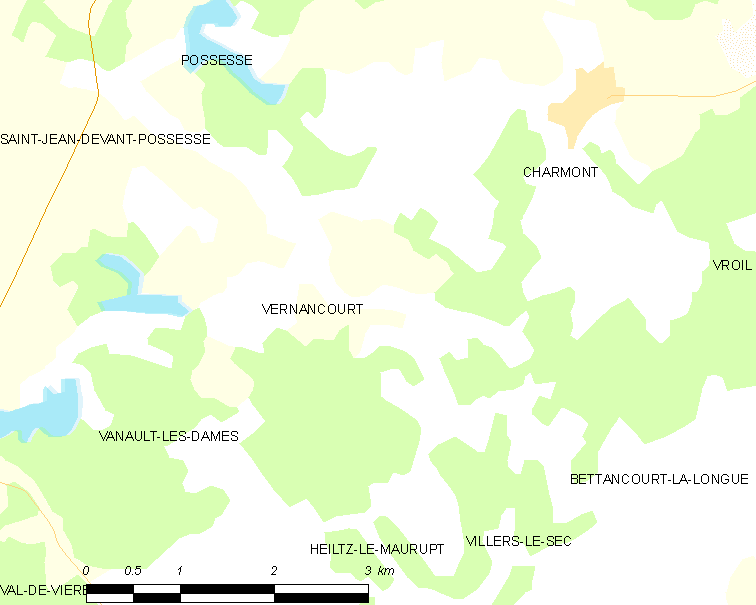
韦尔南库尔的OSM定位图

韦尔南库尔的时区为UTC+01:00、UTC+02:00（夏令时）。

## 行政
韦尔南库尔的邮政编码为51330，INSEE市镇编码为51608。

## 政治
韦尔南库尔所属的省级选区为塞迈兹莱班县。

## 人口

1962-2008年间韦尔南库尔人口变化图示

韦尔南库尔于2022年1月1日时的人口数量为82人。